# Горностаев, Владимир Савельевич
Владимир Савельевич Гороностаев (27 мая 1921, Колтово, Мстиславский уезд, Смоленская губерния — февраль 2003, Мстиславский район, Могилёвская область) — Герой Социалистического Труда (1966).

## Биография
Участник Великой Отечественной войны. 
С 1944 года — на партийной и советской работе в Мстиславском районе, с 1954 — председатель колхоза «Красный Октябрь» этого района. В 1966 году за успехи в увеличении производства и заготовок льна ему присвоено звание Героя Социалистического Труда.
С 1981 года — председатель укрупненного колхоза «26-й съезд КПСС». Под его руководством колхоз стал ведущей хозяйством по производству льна, мяса и молока в Беларуси. В 1966 году колхоз стал участником ВДНХ СССР.

## Награды
- Медаль «Серп и Молот» (30.04.1966);
- Два ордена Ленина (30.04.1966, 08.04.1971);
- Орден Октябрьской Революции (12.12.1973);
- Орден Трудового Красного Знамени (29.03.1978);
- Орден «Знак Почёта» (18.01.1958);
- Медали, в том числе 5 медалей ВДНХ СССР.